# Nokia X2
Nokia X2 — мобільний телефон фірми Nokia. Створений для шанувальників музики.
- Потужні стереодинаміки, музичний плеєр, FM-радіо та вбудована антена
- Bluetooth 2.1, аудіороз'єм 3,5 мм
- Металевий корпус